# Zberoż
Zberoż (prononciation : [ˈzbɛrɔʂ]) est un village polonais de la gmina de Czernice Borowe dans le powiat de Przasnysz de la voïvodie de Mazovie dans le centre-est de la Pologne.
Il se situe à environ 5 kilomètres au nord-est de Czernice Borowe (siège de la gmina), 11 kilomètres au nord-ouest de Przasnysz (siège du powiat) et à 96 kilomètres au nord de Varsovie (capitale de la Pologne).

## Histoire
De 1975 à 1998, le village appartenait administrativement à la voïvodie de Ciechanów.